# اندريه ريندلا
اندريه ريندلا (13 أكتوبر 1990 ببانسكا بيستريتسا في سلوفاكيا - ) هو لاعب كرة قدم سلوفاكي في مركز الوسط. لعب مع تفينتي أنشخيدة وهيراكليس ألميلو وJong FC Twente ‏ ونادي بودبريزوفا ودوكلا بانسكا بيستريتسا ‏.

## روابط خارجية
- اندريه ريندلا على موقع قاعدة بيانات كرة القدم.إي يو (الإنجليزية)
- اندريه ريندلا على موقع Soccerway.com (الإنجليزية)
- اندريه ريندلا على موقع عالم كرة القدم.نت (الإنجليزية)